# Голден Ил III (Палермо)
Голден Ил III је насеље у Италији у округу Палермо, региону Сицилија.
Према процени из 2011. у насељу је живело 8 становника. Насеље се налази на надморској висини од 283 м.